# Саддамизм
Саддамизм (араб. صدامية‎), также известный как Саддамистский баасизм (араб. البعثية الصدامية‎) — баасистская политическая идеология, основанная на идеях Саддама Хусейна, бывшего президента Ирака, правившего с 1979 по 2003 год. Объединяет в себе арабский национализм, арабский социализм и панарабизм, и утверждает, что Ирак является центром арабского мира. Также является милитаристской и тоталитарной идеологией. Саддамизм официально поддерживался правительством Саддама Хусейна и правящей иракской фракцией Партии арабского социалистического возрождения (Баас).

## Название
Термин «саддамизм» был придуман провластными иракскими СМИ, олицетворяя особые лидерские качества Саддама Хусейна, его идеи и прочные связи между ним и народом.

## Принципы

### Баасизм

Пропагандистский постер с Саддамом Хусейном и вавилонским царём-законодателем Хаммурапи

Саддам Хусейн основывал свои политические взгляды и идеологию на взглядах Мишеля Афляка, основателя баасизма. Правительство Саддама Хусейна критиковало ортодоксальный марксизм и выступало против марксистских концепций классовой борьбы, диктатуры пролетариата и атеизма, а также против марксистско-ленинского утверждения о том, что не-марксистско-ленинские партии являются буржуазными, утверждая, что партия Баас является народным революционным движением.

### Арабский национализм
Саддам Хусейн и его идеологи стремились показать связь между древней вавилонской и ассирийской цивилизацией в Ираке с арабским национализмом, утверждая, что вавилоняне и древние ассирийцы являются предками арабов.
Во время Ирано-Иракской Войны Саддам позиционировал Ирак как центр арабского мира, сражающегося с иранской экспансией. При поддержке других арабских государств, особенно стран Персидского залива, он стал «защитником арабского мира» от Ирана, призывающего к Экспорту Исламской Революции. Чтобы не допустить принятия хомейнизма иракскими шиитами (религиозным большинством в Ираке) и их присоединения к своим единоверцам в Иране, Саддам Хусейн фокусировался на арабском происхождении Ирака, в контраст Ирану (не являющемуся частью арабского мира).

### Арабский социализм
Правящая партия Баас во время правления Саддама Хусейна официально была арабской социалистической. Несмотря на это, социализм в Баасистском Ираке описывался как «ничто, кроме как популизм, сочетающий жестко контролируемую государственную экономику с долей свободного предпринимательства», с целью укрепления его собственной политической позиции.

### Исламизм
Саддам был видным сторонником арабо-исламского национализма и исламизма. Во время ирано-иракской войны Саддам подчеркивал свое шерифатское происхождение, чтобы укрепить свою легитимность в глазах верующих. Он поддерживал исламистское восстание в Сирии с 1980 по 1982 год и снабжал повстанцев - Братьев-Мусульман - оружием и припасами.
В июне 1993 года Саддам инициировал «Кампанию Веры». Эта кампания была направлена на продвижение исламизма и поощрение ислама в иракском обществе. «Кампания Веры» была описана как баасистская «полномасштабная политизация ислама» и ознаменовала отход от более светского правления 1970-х и 1980-х годов. Кампания предоставила больше свободы исламистским группировкам, выделила больше ресурсов на программы религиозного обучения населения, увеличила применение исламских наказаний и сделала больший акцент на исламе во всех сферах жизни Ирака, хотя и сохранила арабский национализм как государственную политику Ирака.

## Политика Саддама Хусейна

### Экономика
Саддам провел земельную реформу, сделал больницы и образование бесплатными, удвоил количество учащихся в школах и развил инфраструктуру, такую как дороги, доступ к электричеству и воде, в дополнение к увеличению продолжительности жизни и снижению детской смертности.
Саддам Хусейн вводил тарифы и защищал отечественную промышленность. Он также спонсировал программы индустриализации. Доходы от продажи нефти увеличились с 1 млрд долларов в 1972 году до 33 млрд долларов в 1980 году. После вторжения Ирака в Кувейт и последовавшей за этим войны в Персидском заливе в 1991 году Организация Объединенных Наций ввела санкции против Ирака. Это вызвало экономический спад — ВВП Ирака сократился с 66,2 млрд долларов в 1989 году до 10,8 млрд долларов в 1996 году, а годовой доход на душу населения снизился с 3510 долларов в 1989 году до 450 долларов в 1996 году.
Саддам ввел программы социального обеспечения, такие как пособия по инвалидности, которые предоставляли инвалидам финансовую помощь. Он также ввел медицинское страхование, чтобы гарантировать, что граждане Ирака имеют доступ к здравоохранению и лекарствам при необходимости. Здравоохранение ухудшилось в 1990-х годах из-за санкций ООН, ограничивающих ввоз в Ирак основного медицинского оборудования и материалов.
Саддам Хусейн вложил значительные средства в инфраструктурные проекты, такие как дороги, мосты и общественные здания. Это способствовало модернизации иракских городов и улучшению общей инфраструктуры Ирака. Саддам уделял особое внимание улучшению доступа к образованию и здравоохранению. Правительство инвестировало в строительство школ и больниц, и уровень грамотности в Ираке значительно вырос. Саддам проводил политику, направленную на расширение прав женщин в Ираке.

### Палестина
Саддам также был ярым сторонником палестинской государственности. Саддам Хусейн укрывал и поддерживал несколько палестинских военизированных организаций, таких как Организация освобождения Палестины, Фронт освобождения Палестины, Арабский фронт освобождения и Организация Абу Нидаля. Кроме того, он субсидировал семьи палестинских террористов-смертников, которые погибли во время Интифады Аль-Акса. В апреле 2002 года он увеличил сумму денег, предлагаемых палестинским семьям шахидов (мучеников), с 10 000 до 25 000 долларов.
В апреле 1990 года Саддам пригрозил уничтожить половину Израиля химическим оружием, если он выступит против Ирака. В 1991 году Саддам приказал начать ракетную кампанию против Израиля. Ирак выпустил 42 ракеты «Аль-Хусейн» по израильской территории, в первую очередь по Тель-Авиву и Хайфе, во время войны в Персидском заливе. В результате атак погибло от 11 до 74 израильтян. Израиль не принял ответных мер против Ирака из-за дипломатического давления, оказанного Соединенными Штатами.
Саддам все ещё считается героем в Палестине, жители которой помнят его как выдающегося арабского лидера, который был готов бросить вызов Соединенным Штатам и Израилю. В арабском мире Саддам пользуется уважением, особенно за его поддержку Палестины. В Калькилье (Палестина) был построен памятник, посвященный ему.
В 2001 году Саддам Хусейн сказал по иракскому телевидению:
Палестина — арабская страна, и ее необходимо освободить от реки до моря, и все сионисты, эмигрировавшие на землю Палестины, должны покинуть ее.

## Культ личности

Пропагандистский постер с Саддамом Хусейном

Культ личности Саддама Хусейна стал яркой чертой иракской массовой культуры. В его честь были воздвигнуты тысячи плакатов, статуй и фресок по всему Ираку. Его лицо можно было увидеть на офисных зданиях, школах, аэропортах и магазинах, а также на всех номиналах иракского динара. Саддам стремился апеллировать ко всем аспектам иракского общества. Он носил бедуинскую одежду, традиционную одежду иракских крестьян и даже курдскую одежду. Он также появлился в западной одежде, чтобы создать образ городского и современного лидера. Он также одевался как набожный мусульманин-суннит, в полном головном уборе и халате, молящийся в сторону Мекки, но чаще всего его изображали в военной форме.
После падения его режима в 2003 году все статуи Саддама были уничтожены. Все остальные аспекты его культа личности были впоследствии разрушены.

## Репрессии
Саддам был известен тем, что использовал террор против своих собственных граждан. Режим Саддама привел к гибели по меньшей мере 250 000 иракцев и совершил военные преступления в Иране, Кувейте и Саудовской Аравии. Во время его правления регулярно публиковались отчеты о широкомасштабных тюремных заключениях и пытках.
Геноцид курдов Анфаль в 1988 году был проведен в северных районах Ирака в ответ на поддерживаемое Ираном курдское повстанческое движение. В результате было убито от 50 000 до 100 000 человек. После войны в Персидском заливе шииты восстали на юге Ирака и казнили баасистских чиновников во время Интифады Шаабания 1991 года. Саддам ответил репрессиями, убивая врагов и предполагаемых политических диссидентов, что привело к гибели около 150 000 иракских шиитов.

## Конфликт суннитов и шиитов
При Саддаме Хусейне конфликт между суннитами и шиитами был скорее национальным, чем религиозным. Термин «Аджам» (неарабы) использовался для дискредитации шиитских активистов и политических диссидентов. Хотя Саддам изначально пропагандировал секуляризм, его правление сопровождалось сектантским насилием. Саддам запретил и подавил шиитские публичные демонстрации Татбира и Ашур. Сектантская напряженность стала очевидной во время Исламской революции 1979 года и последовавшей за ней ирано-иракской войны. Новый шиитский исламистский лидер Ирана Рухолла Хомейни начал пропагандистскую кампанию, призывающую иракских шиитов принять хомейнизм и восстать против баасистского режима Саддама, в котором доминируют сунниты.
Несмотря на опасения Саддама по поводу беспорядков, попытки Ирана экспортировать свою революцию в значительной степени не увенчались успехом. Иракские шииты, которые составляли большинство в иракских вооруженных силах, выбрали сражаться за свою собственную страну вместо своих иранских единоверцев-шиитов во время ирано-иракской войны. Чтобы предотвратить угрозу шиитской оппозиции во время войны, Саддам внес улучшения в жизнь шиитов. Он пригласил большое количество шиитов присоединиться к правящей партии Баас, что стало изменением по сравнению с их предыдущим исключением из этой партии. Шииты стали составлять большинство в руководящем органе партии и 40% членов Национальной ассамблеи Ирака.
После войны в Персидском заливе шииты приняли участие в сектантском восстании (интифада Шаабания) против режима Хусейна. Восстания были подавлены режимом с помощью силы и массовых казней, а Баасистскому Ираку удалось восстановить порядок. На протяжении 1990-х годов Саддам больше полагался на суннитских арабских чиновников из своего собственного племени Аль-Бу Насир. Однако, как и в других общинах, были шииты, которые служили в его правительстве, такие как Саадун Хаммади и Мухаммад Саид ас-Саххаф.